# 평화동 (익산시)
평화동(平和洞)은 대한민국의 전북특별자치도 익산시 남부에 있는 동이다.

## 개요
평화동은 지리적으로 익산시 관문으로 만경강 인접한 익산시 최남부에 위치한 도농이 통합된 곳이며, 1970-80년대 익산시 경제를 주도했던 상가 밀집지역으로 2개의 공용버스터미널이 위치하고 있으며, 국도 제23호선, 호남선, 전라선, 군산선 철도가 지나는 익산시 교통의 중심지이다.

## 역사
- 1931년 4월 1일 : 읍제 시행으로 익산읍
- 1931년 11월 1일 : 이리읍으로 개칭
- 1933년 12월 1일 : 이리읍 대정정
- 1946년 12월 1일 : 이리읍 평화동으로 개칭, 일본식 용어 순화.
- 1947년 4월 1일 : 이리읍이 이리부로 승격
- 1949년 8월 15일 : 이리시(부를 시로 개칭)[2]
- 1995년 5월 10일 : 이리시와 익산군이 통합하여 익산시 평화동이 됨.[3]
- 1998년 2월 2일 : 목천동 편입

## 법정동
- 평화동
- 목천동

## 교통
- 익산시외버스터미널
- 익산고속버스터미널

## 교육
- 이리남초등학교
- 이리중학교
- 전북제일고등학교

## 주거
| 단지명                 | 건설사     | 시행사     | 주소                   | 입주       | 비고 |
| ---------------------- | ---------- | ---------- | ---------------------- | ---------- | ---- |
| 평화동 제일            | 제일건설㈜ | 제일건설㈜ | 번영로8길 223 (평화동) | 2002년 1월 |      |
| 평화동 오투그란데 에버 | 제일건설㈜ | 제일건설㈜ | 번영로10길 31 (평화동) | 2018년 9월 |      |